# Cheikh Tidiane Gaye

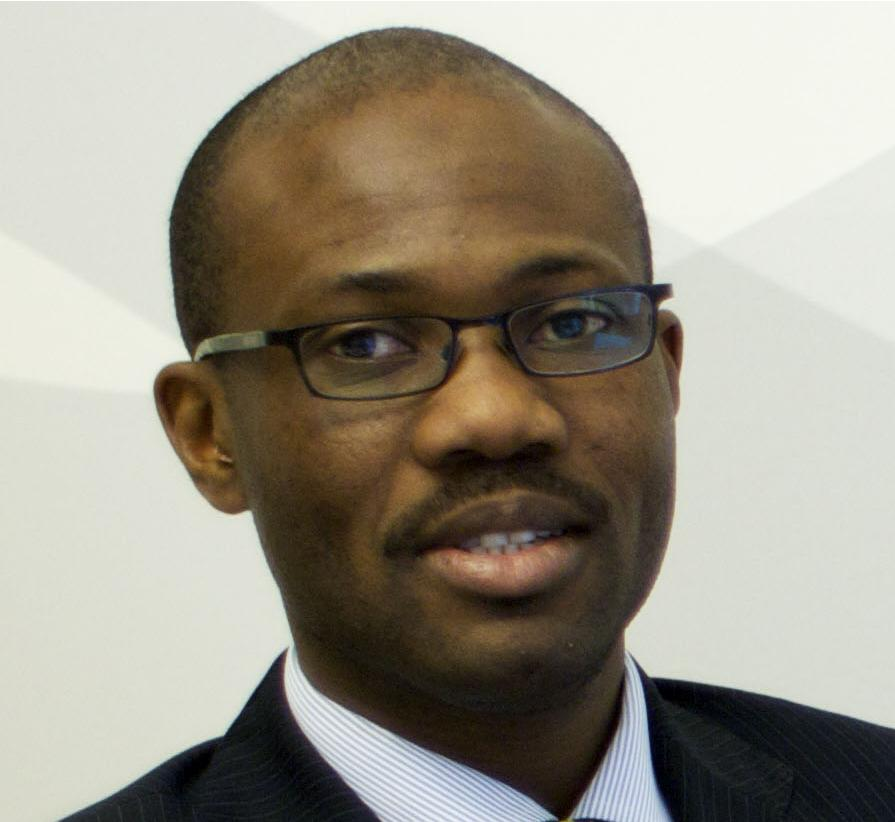
Escritor y poeta senegalés Cheikh Tidiane Gaye, 2010

Cheikh Tidiane Gaye, nacido en 1971 en Thiès en Senegal, es un escritor y poeta.

## Biografía
De origen senegalés y naturalizado italiano, Cheikh Tidiane Gaye es una figura muy conocida en la literatura sobre la migración a Italia. Ha publicado varios poemarios y algunos de sus poemas son bilingües. Se le conoce como seguidor de la oralidad africana. Es el primer africano que traduce al italiano al gran poeta de la negritud Léopold Sédar Senghor.
En 2024, fue nombrado miembro ordinario de la Academia Europea de Ciencias y Artes de Salzburgo 

Recibió la medalla de la Orden de las Artes y las Letras de la República Francesa por la promoción del 4 de julio de 2024
Vive en Italia en Arcore en la provincia de Monza y Brianza en Lombardía.

## Obras
- Il Giuramento, Novela - Liberodiscrivere, Génova, 2001.

- Mery,principlesa albina, con prefacio de Alioune Badara Bèye, Novela - Edizioni dell’Arco, Milán, 2005.

- Il Canto del Djali, Poesía - Edizioni dell'Arco, Milán, 2007.

- Ode nascente/Ode nascente, Poesía- publicación bilingüe italiano-francés, Edizioni dell'Arco, 2009.

- Curve alfabetiche, Poesía - Montedit Edizioni, 2011.

- L’étreinte des rimes/ Rime abbracciate, con prefacio de Tanella Boni, Poesía, Coedición bilingüe italiano-francés, Éditions L'Harmattan París - Francia, 2012.

- Prendi quello che vuoi, ma lasciami la mia pelle nera, Novela- Prefacio del alcalde de Milán Giuliano Pisapia, Ediciones Jaca Book Milán, 2013.

- Léopold Sédar Senghor: il cantore della negritudine, Poesía, Traducción, Edizioni dell'Arco, 2014.

- Ma terre mon sang, Poesía, Ediciones Ruba, Senegal, 2018

- Il sangue delle parole, Poesía, Kanaga Edizioni, 2018

- Ombra, Poesía, Kanaga Edizioni, 2022

- Voglia Di Meticciato - Il Dialogo Tra Le Culture Ed Etica, Ensayo, Kanaga Edizioni, 2022

- Les litanies du cœur, Poesía, Kanaga Edizioni, 2023